# 6:16 in LA
«6:16 in LA» es una canción diss track escrita y grabada por el rapero estadounidense Kendrick Lamar, como segunda pista de respuesta al sencillo «Push Ups» del rapero canadiense Drake y su canción lanzada de forma independiente «Taylor Made Freestyle». Al igual que «Taylor Made Freestyle», la canción estuvo disponible exclusivamente en Instagram el 3 de mayo de 2024.
La canción fue producida por Sounwave y Jack Antonoff. La canción usa una muestra de la canción de 1972 de Al Green «What a Wonderful Thing Love Is», una pista que presenta al guitarrista Mabon «Teenie» Hodges, el tío de Drake.

## Antecedentes
El 30 de abril de 2024, Lamar lanzó inesperadamente la primera canción «Euphoria» en su canal de YouTube y luego en servicios de streaming. De manera similar al lanzamiento de la canción de Drake «Taylor Made Freestyle», que solo estaba disponible para escuchar en sus canales de redes sociales, Lamar publicó la canción completa a través de una publicación de Instagram el 3 de mayo. Anteriormente había insinuado una segunda diss track en «Euphoria» haciendo referencia a la diss track de Drake hacia Meek Mill «Back to Back» (2015).
El título de la canción «6:16 in LA» hace referencia a las pistas con temas de tiempo y ubicación que Drake ha incluido en muchos de sus proyectos, como «9AM in Dallas» (2010), «5AM in Toronto» (2013). «6PM in New York» (2015), «4PM in Calabasas» (2016), «7AM on Bridle Path» (2021) y «8AM in Charlotte» (2023).
Se utiliza un guante de conducción Maybach como portada de esta canción.
Muchas publicaciones notaron la participación del productor Jack Antonoff, creyendo que era una represalia por «Taylor Made Freestyle» de Drake, ya que Antonoff ha sido un productor constante de Taylor Swift, quien es mencionada en la canción.

## Composición
En «6:16 in LA», el rapero también apunta al sello discográfico de Drake, OVO Sound, por primera vez, insinuando que personas del equipo trabajan en secreto para Lamar y acusando a algunos de ellos de traicionar a Drake a sus espaldas. También menciona el nombre de la exitosa canción viral de 2020 «Toosie Slide» y señala cómo el rapero no podría «deslizarse» fuera de esta pista. En otros casos, Lamar se burla de la inclinación de Drake por los memes virales y se burla de su distintiva actividad en línea.